# Tetraopes sublaevis
Tetraopes sublaevis là một loài bọ cánh cứng trong họ Cerambycidae.